# Lijst van pastoors van Deurne (Nederland)
Pastoors van de parochie en rooms-katholieke gemeenschap Deurne.
Achter de personen staan, voor zover bekend, de geboorte- en overlijdensjaren.
| Periode    | Naam pastoor                              | Naam kapelaans |
| ---------- | ----------------------------------------- | --- |
| 1400       | Macharis de Buck                          | |
| 1427-1445  | Jan Wouts                                 | |
| 1459-1469  | mr. Henricus van Hersel                   | Johannes van Oerle en Marcellus de Pomerio, Godefridus van Amstel, Godefridus Haengreve, Paulus van Zoersel |
| 1462-1463  | Marcellus de Pomerio                      | |
| 1469-1470  | Johannes Bruynen                          | |
| 1547       | Jan Bruijsten van der Heze                | Jan Reijnders |
| 1565-1611  | mr. Willem van den Eijnde                 | Jan Reijnders, Evert van Loon |
| 1611-1640  | Antonius Roijmans                         | |
| 1640-1647  | Rudolphus Petri                           | |
| 1648-1684  | Gerard Jacobs (ca. 1624-1684)             | mr. Antonius Jacobs |
| 1684-1696  | Nicolaus Smits                            | Laurens van Loon |
| 1698-1731  | Laurentius van Loon (?-1731)              | |
| 1730-1737  | Gerardus Pennincx                         | |
| 1737-1780  | Gerardus van der Leen (1703-1786)         | |
| 1780-1815  | Leonardus Swinkels (1738-1815)            | Joannes Baptista van Hoeck (1769-1844) |
| 1815-1860  | Justinus de Louw (1784-1860)              | Franciscus Kuijpers, L. van Tilburg, Wilhelmus Josephus de Vocht (1822-1889) |
| 1860-1873  | Joannes Verhoeven (1801-1873)             | E.J. Sanders, Martinus Arnoldus van de Ven (1832-1897). Henricus van Hout (1822-1892), Gijsbertus Hendricus Mathijssen (1825-?), Josephus Antonius Smulders (1850-1918), Jacobus Vermeer (1840-1903)                                                                                            |
| 1873-1888  | Willibrordus Brox (1818-1888)             | Petrus van Lieshout (1850-1933) |
| 1888-1899  | Joannes Wilhelmus Vogels (1836-1899)      | Hendrikus Joannes van Duren (1865-?), Joannes Wilhelmus der Kinderen (1855-?), Albertus Richardus Maria Waronq (1866-?) |
| 1899-1918  | Godefridus A.A. Bots (1855-1918)          | Henricus Wilhelmus Roes (1864-1941), Petrus Cornelis van Aken (1873-1939, Antonius Cornelis Franciscus Claassen (1903-?), Paulus van Dooren (1876-1940), Antonius Joannes Cornelis Goossens (1865-1941), Franciscus Antonius van den Heuvel (1869-1937), Antonius Alphonsus de Kort (1882-1937) |
| 1919-1941  | Henricus Wilhelmus Roes (1864-1941)       | Michael Adrianus Jansen (1880-?), Everardus Antonius Cornelis (Kees) van Kemenade (1905-?), Matheus Dominicus Lam (1909-?), Johannes Josephus Lempens (1913-?), Johannes Maria Petrus Litjens (1886-?), Johannes Petrus Spanjers (1903-?), Henricus Godefridus Verhoeven (1881-1945)            |
| 1941-1945  | Antonius (Antoon) J.M. Witlox (1895-1946) | Rudolphus Martinus (Rudolf) Barten (1888-1940), Johannes Jacobus Donkers (1910-1972), Th. Klijn, A.M. van Oort (1917-1989) |
| 1945-1965  | Johannes van Dinter (1901-1967)           | de Nijs, van der Steen, Westerlaken |
| 1965-1982  | Clemens Gerris (1917-1987)                | Josephus A.G. (Sjef) van den Nieuwenhof (1926) |
| 1982-2000  | Antonius (Ton) Hasselman (1946)           | |
| 2000-2005  | geen                                      | |
| 2005-2022  | ir. P.M. (Paul) Janssen                   | |
| 2022-heden | Dieter Hedebouw                           | Eugène van Eerd (mede-pastor) |

De pastoors vervulden hun functie in de Sint-Willibrorduskerk (tot 1648, 1799-heden), de schuurkerken op de Grotenberg (1648-1672) en Lage Kerk (1672-1799). Na terugkeer naar de Sint-Willibrorduskerk in 1799 volgde een periode van afsplitsing van nieuwe parochies in en buiten het dorp Deurne. Vanaf 2007 vormen de vijf voormalige parochies van het dorp Deurne één parochie onder de naam Parochie van de Heilige Willibrord.